# Problepsis argentisquama
Problepsis argentisquama là một loài bướm đêm trong họ Geometridae.